# IC 2574
IC 2574 (también conocida como Nebulosa Coddington ) es una galaxia espiral barrada en la constelación de la Osa Mayor que se encuentra a una distancia de unos 13 millones de años luz de la Tierra. Fue descubierta el 17 de abril de 1898 por el astrónomo estadounidense Edwin Foster Coddington. 